# ویلامارتزانا
ویلامارتزانا (به ایتالیایی: Villamarzana) یک کومونه در ایتالیا است که در استان روویگو واقع شده‌است. ویلامارتزانا ۱۴٫۱ کیلومتر مربع مساحت و ۱٬۱۷۶ نفر جمعیت دارد.